# Chaoyangsaurus
Chaoyangsaurus ("lagarto de Chaoyang") é um dinossauro marginocéfalo do Jurássico Superior da China. Foi datado entre 150,8 e 145,5 milhões de anos atrás. Chaoyangsaurus pertencia à Ceratopsia (grego para "rostos com chifres"). Chaoyangsaurus, como todos os ceratopsianos, era principalmente um herbívoro.

## Descoberta e nomenclatura

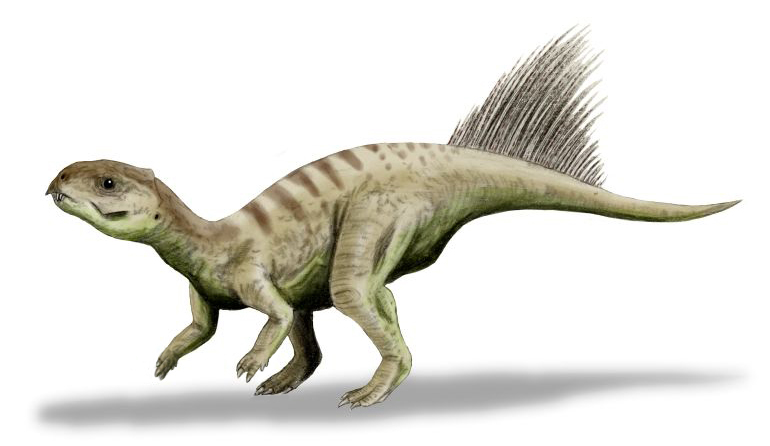
Restauração do Chaoyangsaurus em vida

Em 1976, os restos mortais do Chaoyangsaurus foram encontrados por Cheng Zhengwu em Ershijiazi, na área de Chaoyang, na província de Liaoning, no nordeste da China. O fóssil foi adicionado a uma exposição itinerante.
Ao contrário de muitos outros dinossauros, o Chaoyangsaurus foi discutido em diversas fontes antes de sua publicação oficial. Como resultado disso, várias grafias diferentes de seu nome surgiram e desapareceram como nomina nuda inválida ("nomes nus", nomes sem descrição formal por trás deles). O primeiro nome a ser impresso foi Chaoyoungosaurus, que apareceu no guia de uma exposição de um museu japonês, e foi o resultado de uma transliteração incorreta do alfabeto chinês para o alfabeto latino. Zhao Xijin em 1983 também usou esta grafia quando discutiu pela primeira vez a espécie, novamente sem uma descrição, então é tecnicamente um nomen nudum. Dois anos depois, Zhao usou novamente esta grafia inicial quando atribuiu um espécime-tipo e nome de espécie, Chaoyoungosaurus liaosiensis.
De acordo com Dong Zhiming em 1992, o nome Chaoyoungossaurus foi oficialmente descrito em um artigo separado por Zhao e Cheng em 1983, mas nenhuma citação para este artigo foi fornecida, e mais tarde os próprios Cheng e Zhao não trataram esse nome como válido, talvez porque o artigo não havia sido realmente publicado. Dong, em seu livro de 1992 sobre a fauna de dinossauros chineses, também alterou o nome para a grafia "correta" de Chaoyangosaurus (observe a letra extra "o"). No entanto, uma vez que esta renomeação não foi acompanhada por uma descrição formal do dinossauro, o Chaoyangosaurus também deve ser considerado um nomen nudum.
Somente em 1999 o dinossauro finalmente recebeu um nome oficial. Paul Sereno em 1999 usou o nome Chaoyangsaurus em uma visão geral da evolução dos dinossauros. Mais uma vez, esse nome foi um nomen nudum. Porém, em dezembro daquele ano, Cheng, Zhao, e Xu Xing publicaram uma descrição oficial usando o nome Chaoyangsaurus youngi, e como primeiro nome deste gênero que não é um nomen nudum, tem prioridade oficial sobre todas as outras grafias que tenham sido usado. O nome genérico refere-se a Chaoyang. O nome específico homenageia o paleontólogo chinês Yang Zhongjian ("CC Young") como o fundador da paleontologia de vertebrados chinesa.
O holótipo, IGCAGS V371, foi encontrado em uma camada da Formação Tuchengzi que foi datada em 1999 do final do Titoniano. Consiste em um esqueleto parcial com crânio. Ele contém a parte inferior e a caixa craniana do crânio, a mandíbula inferior, sete vértebras cervicais, a omoplata direita e o úmero direito. Representa um indivíduo adulto. O fóssil foi preparado por Ding Jinzhao e Wang Haijun.

## Descrição
Em 2010, Gregory S. Paul estimou o comprimento do Chaoyangsaurus em um metro e o peso em seis quilogramas.
Os autores descritores indicaram alguns traços distintivos. A saliência do osso jugal é pouco desenvolvida e tem uma superfície lisa. O osso quadratojugal convexo se sobrepõe à parte posterior da diáfise do osso quadrado. O quadrado carece de superfície lateral larga, não sendo expandido para a frente. A borda inferior traseira do quadrado é convexa. O processo coronoide da mandíbula é baixo e com topo plano. Os planos da superfície lateral e da parte inferior do osso angular são separados por uma crista. Os últimos cinco traços foram considerados autapomorfias. Uma das características mais interessantes do Chaoyangsaurus é sua longa e larga coluna dorsal, que se estendia da base do pescoço até o final da cauda. Acredita-se que esta coluna foi usada para fins de exibição ou para atrair parceiros.
O Chaoyangsaurus é uma espécie importante no estudo da evolução dos dinossauros, pois fornece informações valiosas sobre a evolução inicial dos saurópodes e a diversificação dos dinossauros herbívoros na Ásia. Também é significativo no estudo da paleobiologia.
O crânio tem quatorze centímetros de comprimento. De cada lado, a borda cortante inferior anexa do osso rostral, em vida provavelmente coberta por chifre, apresenta quatro crenulações. Mais atrás, existem dois dentes pré-maxilares cônicos, projetando-se para baixo. Os dentes superiores achatados transversalmente são oito ou nove, enquanto há onze dentes dentários na mandíbula inferior, totalizando no máximo quarenta e quatro dentes para a cabeça como um todo. Os dentes da bochecha são imbricados e bastante longos verticalmente. Os lados interno e externo são cobertos por esmalte.

## Filogenia
Em 1999, o Chaoyangosaurus foi colocado na Ceratopsia, em posição basal. Havia dúvidas se estava fora ou dentro da Neoceratopia.